# Dong Xian
Dong Xian (Chinees: 董贤) (23 v.Chr. - 1 v.Chr.) was een politicus tijdens de Han-dynastie die binnen een tijdsbestek van enkele jaren opklom van onbeduidend ambtenaar tot de machtigste ambtenaar in het keizerlijke rijk van Keizer Ai.
De meeste geleerden zijn het erover eens dat Dongs snelle carrière vooral te danken was aan zijn persoonlijke relatie met keizer Ai, zeer waarschijnlijk een romantische en seksuele relatie, in plaats van aan zijn capaciteiten. Beide mannen waren getrouwd met vrouwen, maar keizer Ai was in ieder geval kinderloos.

## Homoseksualiteit
Een idioom voor homoseksualiteit in het Chinees is duanxiu zhi pi (斷袖之癖, letterlijk, "passie van de afgesneden mouw") en is afgeleid van een verhaal waarbij Dong en keizer Ai betrokken waren. Ze sliepen vaak samen in hetzelfde bed. Op een middag, nadat keizer Ai wakker was geworden van een dutje, sliep Dong nog, en de mouw van keizer Ai zat vast onder het hoofd van Dong. In plaats van Dong wakker te maken, sneed keizer Ai zijn mouw af zodat Dong ongestoord verder kon slapen.

## Werk
Het is onduidelijk wanneer Dong een ambtenaar aan het hof werd, maar het is bekend dat Dong vroeg in de regeerperiode van keizer Ai (die duurde van 7 v.Chr. tot 1 v.Chr.), een kleine keizerlijke secretaris was. In 4 v. Chr. was hij op 19-jarige leeftijd de persoonlijke keizerlijke assistent van keizer Ai en in 1 v. Chr. was hij het hoofd van de strijdkracht. Zijn relatie met keizer Ai zou hem in staat gesteld hebben zijn macht en prestige plotseling te vergroten.

## Relatie en macht
Het is beschreven dat wanneer keizer Ai plaatsen buiten het paleis bezocht, Dong hem vergezelde, en zodra keizer Ai naar het paleis terugkeerde, zorgde hij voor de keizer. Keizer Ai beloonde hem met grote sommen geld. Dongs vrouw kreeg de ongekende toestemming het paleis te betreden en te verlaten wanneer zij maar wilde, en zij vestigde zich met Dong in het paleis. Keizer Ai maakte ook Dongs zuster keizerlijk gemalin (met de prestigieuze titel zhaoyi (昭儀)), in rang net onder zijn vrouw Keizerin Fu. Dongs vader Dong Gong (董恭) werd benoemd tot waarnemend markies (關內侯). De drie leden van de Dong-familie brachten daardoor dag en nacht door in de nabijheid van de keizer.
Keizer Ai gaf verder de keizerlijke architect opdracht een luxueuze residentie voor Dong te bouwen net buiten het keizerlijk paleis. De residentie was volgens de beschrijving zo ruim dat het wel een keizerlijk paleis leek. Keizer Ai gaf Dong ook de beste wapens en de kostbaarste juwelen uit de keizerlijke schatkist. Bovendien kreeg Dong vooraf keizerlijke begrafenisrechten ter voorbereiding op zijn uiteindelijke begrafenis, en werd Dongs toekomstige graftombe vlak naast die van keizer Ai gebouwd.

## Dood
Kaizer Ai overleed plotseling in het jaar 1 v. Chr. op 22-jarige leeftijd. In datzelfde jaar werd Dong en zijn vrouw de straf van zelfdoding opgelegd door Wang Mang. Wang is beschreven als een usurpator.